# Kusal Perera
Kusal Janith Perera (ur. 17 sierpnia 1990 w Kalubowila koło Kolombo) – lankijski krykiecista, występujący na pozycji otwierającego batsmana.
W barwach narodowych zadebiutował 13 stycznia 2013 roku, podczas meczu jedodniowego rozgrywanego na wyjeździe przeciwko reprezentacji Australii. Kilkanaście dni później, 26 stycznia, rozegrał pierwszy mecz w reprezentacji Sri Lanki w formule Twenty20. Jej przeciwnikiem ponownie była drużyna australijska.
17 marca 2013 roku, przywdziewając koszulkę drużyny Colts Cricket Club, pobił rekord kraju pod względem ilości runów zdobytych w jednym meczu pierwszoklasowym. W spotkaniu ligowym przeciwko drużynie Saracens Sports Club zgromadził 336 runów z 275 piłek.
22 lutego 2014 roku, w meczu jednodniowym przeciwko reprezentacji Bangladeszu, uzyskał pierwsze w swojej karierze century na arenie międzynarodowej. Zdobył wtedy 106 runów ze 124 piłek, i otrzymał nagrodę dla najlepszego zawodnika spotkania.
Był członkiem drużyny, która triumfowała w piątej edycji Mistrzostw Świata w Krykiecie Twenty20, odbywających się w dniach 16 marca - 4 kwietnia 2014 roku w Bangladeszu.
Ze względu na swój agresywny, atakujący styl gry oraz niski wzrost (mierzy 168 cm wzrostu) zyskał przydomek Kieszonkowa Rakieta (z angielskiego Pocket Rocket). Przez komentatorów krykietowych często nazywany jest także jako KJP, od inicjałów imion i nazwiska.